# Letis cytheris
Letis cytheris är en fjärilsart som beskrevs av Heinrich Benno Möschler 1880. Letis cytheris ingår i släktet Letis och familjen nattflyn. Inga underarter finns listade i Catalogue of Life.